# Rumex lapponicus
Rumex lapponicus — вид трав'янистих рослин родини Гречкові (Polygonaceae).

## Опис
Рослини багаторічні, голі або майже. Стебла стоячі або рідко висхідні, кілька з основи або часто подинокі, розгалужені в дистальній 1/2 (в суцвітті), (10)20–60(100) см. Листові пластини широко яйцеподібні, рідко майже круглі, довгасто-яйцеподібні, рідше довгасто-ланцетні, 3–10(14) × 1–4(5) см, зазвичай у 2.5 рази більші в довжину, ніж у ширину, поля цілі, зазвичай плоскі, верхівки підгострі або тупі.
Суцвіття кінцеві, займають дистальні 1/3 стебла, зазвичай нещільні й перериваються, особливо в проксимальній частині, вузько волотисті або інколи прості, циліндричні (з гілками 1-го порядку, або з декількома гілками 2-го порядку). Квітоніжка 2–5 мм. Квіти (2)4–8 у кільці, внутрішні листочки оцвітини, округлі, іноді широко яйцеподібні, 3.5–4.5 × 3.5–4.5 мм, основа закруглена чи серцеподібна, верхівка тупа. Сім'янка коричневого або темно-коричневого до коричнево-жовтого кольору, 1.7–2.5 × 0.9–1.3 мм. 2n = 14 (жіночі) / 15 (чоловічі) (2x). Квітує пізньою весною, влітку.

## Поширення
Європа: Фінляндія, Норвегія, Швеція, Росія; Північна Америка: Ґренландія, Канада, пн. США; Азія: Сибір, Далекий Схід.
Населяє луки, виходи гірських порід, алювіальні середовища проживання вздовж річок і струмків у тундровій, гірській і субальпійських зонах; 0–2500 м.